# Fleetwood Mac
Fleetwood Mac és un grup anglo-americà de música, format l'any 1967 que al llarg de la seva carrera ha experimentat diferents canvis en els integrants del grup. Així, des que va començar el grup fins a l'any 1974, el grup canviava algun dels integrants cada dos anys.
L'únic membre que ha perdurat al grup des del principi ha estat el seu bateria, que ha donat nom al grup Mick Fleetwood. El baixista John McVie no va participar en el primer disc senzill del grup ni en els primers concerts. La teclista Christine McVie ha participat en tots els àlbums excepte en dos; tant com a membre del grup o com a músic contractat per a l'enregistrament. A més va dissenyar la portada de l'àlbum Kiln House.
Els moments més exitosos del grup van ésser a finals dels anys seixanta, quan el blues britànic va experimentar una gran revifalla. Llavors el líder del grup era Peter Green. A partir de l'any 1975 fins a l'any 1987 es van orientar més cap a la música pop quan al grup està integrat per Christine McVie, Lindsey Buckingham i Stevie Nicks. Entre els anys 1971 i 1974 el grup va tenir un èxit més modest, període en el qual el músic Bob Welch formà part del grup. Al llarg dels anys 90 retornaren al grup Nicks i Buckingham. El 1997 Christine McVie deixà el grup.

## Història

### Formació i primers anys (1967–1970)
Fleetwood Mac es formà el 1967 a Londres quan Peter Green va deixar el grup de blues britànic John Mayall & the Bluesbreakers. Green havia reemplaçat el guitarrista Eric Clapton als Bluebreakers i la crítica va ser molt favorable al seu àlbum A Hard Road. Després d'un temps va demanar que el bateria Mick Fleetwood substituís a Aynsley Dunbar. Green i Fleetwood ja havien tocat junts abans als grups "Peter B's Looners" i "Shotgun Express" (el vocalista del qual era Rod Stewart). John Mayall va estar d'acord a canviar el bateria i Fleetwood va esdevenir un nou membre del grup.
Els Bluesbreakers estaven integrats per Green, Fleetwood, John McVie i Mayall. Aquest va concedir a Green el temps que vulguès per fer enregistraments. Fleetwood, McVie i Green van enregistrar cinc cançons. La cinquena era instrumental i Green li va posar de títol "Fleetwood Mac".
Green va negociar amb Fleetwood de formar un nou grup. Tots dos van intentar convèncer a McVie per fer de baixista al nou grup; i tot i que el nom del nou grup, 'Fleetwood Mac', podia encativar McVie, aquest va estimar-se més romandre amb Mayall perquè amb ell tenia el xec del banc assegurat. Mentrestant Peter Green i Mick Fleetwood es posaren en contacte amb l'slide player (guitarrista que toca amb el bottleneck) Jeremy Spencer i el baixista Bob Brunning, que va entrar al grup amb la condició què marxaria quan McVie es decidís a formar-ne part. El grup es va presentar el 13 d'agost de 1967 a Windsor Jazz and Blues Festival. Al cap d'unes setmanes d'aquesta actuació John McVie va entrar finalment al grup.
El primer àlbum de Fleetwood Mac, Fleetwood Mac, era un àlbum de blues i es publicà amb el segell Blue Horizon al febrer de 1968. Va tenir un enorme èxit al Regne Unit, i arribà al num 4 en vendes, malgrat que no van publicar senzills. Aviat van publicar dos senzills "Black Magic Woman" (que Santana va popularitzar) i "Need Your Love So Bad".
El segon àlbum del grup Mr. Wonderful es va publicar a l'agost de 1968. Com el primer també era un àlbum de blues, però aquesta vegada feren alguns canvis. Es va enregistrar en viu a l'estudi amb micros i sistema PA que no estaven endollats directament a la taula de mescla. Això va donar una música molt autèntica, de so vintage. Van afegir-hi trompes i contractaren a una amiga pels teclats, Christine Perfect de Chicken Shack.
Fleetwood Mac després del segon àlbum afegiren un segon guitarrista Danny Kirwan que només tenia 18 anys. Green estava una mica frustrat perquè Jeremy Spencer no tenia cap desig de contribuir en les cançons que componia Green. Kirwan va aportar un so harmònic molt ric. Kirwan era un guitarrista experimentat, autodidacta; el seu peculiar estil va donar una nova dimensió al nou grup. Amb Kirwan el grup va publicar el primer senzill que va arribar a número 1 en vendes a Europa, "Albatross". Mentrestant el grup va publicar a Amèrica un nom àlbum English Rose el qual contenia la meitat de Mr. Wonderful, cançons de Kirwan. El tercer àlbum europeu The Pious Bird of Good Omen era una col·lecció de senzills, cares B, i una selecció de temes que el grup va fer amb Eddie Boyd.
Quan el grup anà als Estats Units, el gener de 1969, enregistraren moltes cançons a l'estudi Chess Records, amb algunes llegendes del blues de Chicago com Willie Dixon, Buddy Guy iOtis Spann. Tanmateix els blues eren creacions de Fleetwood Mac. En la seva línia de canvi d'estil el grup probava diferents segells discogràfics. Amb Kirwan al grup les possibilitats de fer altres estils a més de blues eren molt grans. El grup signà amb el segell Immediate Records i publicà "Man of the World" que va ser èxit de vendes a Europa i Gran Bretanya. Per a la cara B Spencer dirigir Fleetwood Mac i, amb el nom de "Earl Vince and the Valiants" enregistrà "Someone's Gonna Get Their Head Kicked In Tonite" i mostrà la cara més rockera del grup. Els Beatles volien que el grup signés per Apple Records (Mick Fleetwood i George Harrison eren cunyats), però el representant del grup Clifford Davis va decidir de signar per Warner Bros. Records, el segell amb el que han publicat fins avui. El primer àlbum, publicat al setembre del 1969, sota el nou segell discogràfic va ser Then Play On. En l'edició americana l'àlbum conté la cançó "Oh Well", tema que encara avui canten en les actuacions en directe. El primer àlbum rock del grup va ser Then Play On, amb cançons de Kirwan i Green. Jeremy Spencer per la seva banda va enregistrar un àlbum de temes seus, "Jeremy Spencer", amb la resta del grup; moltes de les cançons tenien l'estil del rock and roll dels anys 50.
El juliol del 1969 Fleetwood Mac va ser al cartell del Schaefer Music Festival al Central Park de Nova York, juntament amb 
The Byrds, Chuck Berry, Miles Davis, Led Zeppelin, B. B. King, The Beach Boys, Frank Zappa i Patti LaBelle. Van tornar a actuar el 1970.
Sens dubte Fleetwood Mac era el grup més popular a Europa en aquell temps. Malauradament, Peter Green, el capdavanter del grup, no tenia gaire bona salut. Va prendre inconscientment LSD a Múnic, la qual cosa va contribuir a desencadenar-li esquizofrènia
El director i autor de cine Rainer Langhans menciona a la seva autobiografia que ell i Uschi Obermaier es trobaren a Peter Green a Múnic i l'invitaren a la "High-Fish-Commune". De fet no els interessava Peter Green sinó Mick Taylor. Langhans i Obermaier volien organitzar un festival semblant al de Woodstock, un "Woodstock bavarès". Volien que les estrelles del festival fossin Jimi Hendrix i The Rolling Stones. Necessitaven que Green els posés en contacte amb els Rolling Stones per mitjà de Mick Taylor.
El darrer èxit de Green amb Fleetwood Mac va ser "The Green Manalishi (amb Two-Prong Crown)". L'estabilitat mental de Green començava a espatllar-se i volia donar tots els diners del grup per a accions benèfiques. Alguns membres del grup no hi van estar d'acord, i Green va decidir deixar el grup. La darrera actuació amb Fleetwood Mac va ser el 20 de maig de 1970. Durant aquesta actuació el grup es va passar amb el temps assignat i els van tallar l'electricitat. Mick Fleetwood es va quedar sol tocant la bateria.

## Àlbums
- Fleetwood Mac (1968)
- Mr. Wonderful (1968)
- Then Play On (1969)
- Kiln House (1970)
- Future Games (1971)
- Bare Trees (1972)
- Penguin (1973)
- Mystery to Me (1973)
- Heroes Are Hard to Find (1974)
- Fleetwood Mac (1975)
- Rumours (1977)
- Tusk (1979)
- Mirage (1982)
- Tango in the Night (1987)
- Behind the Mask (1990)
- Time (1995)
- Say You Will (2003)